# Cilindro di Ciro
Il cilindro di Ciro (in persiano: منشور کوروش; Manshure Kurosh) è un antico blocco cilindrico di argilla, ora rotto in più frammenti, su cui vi è un'iscrizione cuneiforme in accadico — e precisamente in cosiddetto babilonese standard — del re Ciro II di Persia (559-529 a.C.), nella quale il sovrano legittima la propria conquista di Babilonia e cerca di guadagnarsi il favore dei suoi nuovi sudditi. Risale alla fine del VI secolo a.C. ed è stato scoperto tra le rovine dell'antica città di Babilonia in Mesopotamia (l'attuale Iraq) nel 1879. Attualmente fa parte della collezione del British Museum, che sponsorizzò la spedizione in cui venne scoperto. Venne realizzato e utilizzato come deposito di fondazione in seguito alla conquista persiana di Babilonia avvenuta nel 539 a.C., quando l'impero neo-babilonese venne invaso da Ciro e incorporato nell'Impero achemenide.
Il testo che si può leggere sul cilindro loda Ciro, racconta la sua genealogia e lo ritrae come un re di antica dinastia. Il re babilonese Nabonedo, sconfitto e deposto da Ciro, viene invece descritto come un empio oppressore del popolo babilonese e le sue umili origini sono implicitamente contrapposte alla regale discendenza di Ciro. Il vittorioso Ciro viene ritratto come il prescelto dal principale dio babilonese Marduk, che gli affida il compito di riportare la pace e l'ordine nella regione. Il testo, inoltre, afferma che Ciro venne accolto dal popolo di Babilonia come nuovo sovrano liberatore, che entrò in città pacificamente, descrivendolo come un benefattore, che migliorò la vita dei cittadini, rimpatriò i deportati, restaurò i templi e i luoghi di culto in tutta la Mesopotamia. L'iscrizione si conclude con una descrizione di come Ciro riparò le mura della città di Babilonia e anzi, al di là degli scopi propagandistici, il cilindro formalmente è un'iscrizione commemorativa di queste ristrutturazioni.
Il testo del cilindro è stato tradizionalmente visto dagli studiosi biblici come una prova che avvalora la politica di Ciro del rimpatrio del popolo ebraico in seguito alla cattività babilonese (un atto che il Libro di Esdra attribuisce proprio a Ciro), considerando che vi è la descrizione del restauro di templi e del rimpatrio dei deportati. Questa interpretazione è stata comunque contestata, in quanto il testo identifica solo i santuari della Mesopotamia e non fa menzione di Ebrei, di Gerusalemme o della Giudea.
Il cilindro di Ciro è stato anche indicato come la più antica carta dei diritti umani universali, parere considerato errato e anacronistico da molti studiosi: il cilindro di Ciro sarebbe invece un testo generico e tipico di un monarca che intenda affermare la legittimità di un nuovo regno. Secondo queste interpretazioni, l'attribuzione al cilindro di Ciro di questo carattere umanitario sarebbe priva di fondamento storico e deriverebbe da ragioni politiche e culturali estranee al periodo di Ciro: non c'è infatti traccia, nel cilindro, di alcun riferimento al moderno concetto di libertà. Neil MacGregor, direttore del British Museum, ha dichiarato che il cilindro è stato "il primo tentativo conosciuto di gestione di una società, di uno stato con diverse nazionalità e fedi, un nuovo tipo di governo". Il cilindro venne adottato come emblema nazionale dell'Iran da parte della dinastia Pahlavi, che lo mise in mostra a Teheran nel 1971 per commemorare i 2500 anni della monarchia iraniana.

## Storia
Il 12 ottobre del 539 a.C. le truppe dell'esercito persiano al comando di Gubaru entrarono in Babilonia senza incontrare resistenza. Il 29 ottobre Ciro stesso entrò in città, assumendo i titoli di «re della totalità (lugal kiššat), gran re (lugal gal), re potente (lugal dannu), re di Babilonia (lugal Tintirki), re di Sumer e Akkad (lugal kur Šumeri ù Akkadî), re delle quattro estremità della terra (lugal kibrāti erbéttì)».
Nella narrazione di Senofonte (Ciropedia, VII, 5), invece, Ciro prese Babilonia dopo un assedio, deviando il corso dell'Eufrate che attraversava la città e penetrando in essa nottetempo lungo l'alveo disseccato del fiume. Le milizie di Gadata e di Gobria espugnarono la rocca e uccisero il re, ovvero il principe Baldassar, e la sua corte.
Il cilindro di Ciro fu posto sotto le mura di Babilonia come un deposito di fondazione, secondo un'antica tradizione babilonese. Nel 1879 fu ritrovato in un luogo incerto delle rovine di Babilonia da Hormuzd Rassam, responsabile degli scavi per il British Museum di Londra, dove da allora è conservato.

## Descrizione e contenuto
Il cilindro è un manufatto di argilla piena, bombato, che misura circa 22 cm di lunghezza per un diametro di 8 cm ai lati e di 10 cm al centro. La superficie, che è completamente iscritta (ma il reperto non è integro), contiene un testo di 45 linee in scrittura cuneiforme, lacunoso soprattutto all'inizio e alla fine. Nel 1971 un frammento di cm 9 × 6 circa, che reintegra quasi metà delle linee 36-44, è stato identificato nella collezione dell'Università di Yale da Paul Richard Berger ed è poi stato dato in prestito permanente al British Museum così da potere essere ricongiunto al cilindro. Sembra certo che il frammento di Yale al momento della scoperta si trovasse, probabilmente già staccato, con il cilindro e con altri materiali scrittori frammentari e sia stato trafugato e venduto sul mercato antiquario clandestino, dove fu riacquistato da James B. Nies forse a Baghdad dopo il 1905.
Il testo inizia con una lista dei crimini di Nabonide, un re di Babilonia del VI secolo a.C., a cui viene addebitata anche la dissacrazione dei templi degli dei e l'imposizione del lavoro forzato sulla popolazione. Il dio principale di Babilonia, Marduk, estremamente contrariato dalle crudeltà di Nabonide, ha chiamato un re straniero, Ciro di Persia, a conquistare Babilonia e diventarne il nuovo re con la benedizione divina.

## Il cilindro di Ciro come carta dei diritti dell'uomo
Negli anni 1970 il cilindro di Ciro è stato descritto come la prima carta dei diritti umani nella storia umana, "anticipando la Magna Carta di più di un millennio.
Una copia del cilindro è conservata nel quartier generale delle Nazioni Unite a New York, nel salone del secondo piano, tra le aule del Consiglio di sicurezza e del Consiglio economico e sociale.
Alcuni passaggi del testo sono stati interpretati come espressione del rispetto di Ciro per l'umanità, e come promozione di una forma di tolleranza religiosa e di libertà. Secondo questa interpretazione, le generose politiche di Ciro, come il sostegno per la libertà delle religioni locali e la repressione della tirannia, gli ottennero il sostegno dei suoi sudditi.
Molti studiosi fanno notare inoltre come la Mesopotamia abbia una lunga tradizione, che risale al III millennio a.C., di simili dichiarazioni pronunciate da re all'inizio del proprio regno. Altri esempi di manifestazioni di liberalità, nella tradizione regale babilonese, si trovano nei cilindri di Nabonide, tra cui quello rinvenuto a Sippar.
In passato, il cilindro di Ciro è stato anche interpretato come prova storica della narrazione biblica sul ritorno degli Ebrei dall'esilio babilonese, avvenuto per concessione di Ciro. Alcuni studiosi hanno però contestato tale affermazione.

## Traduzione
1.	[Quando ... {Mar]duk, re della totalità del cielo e della terra, il ... ... ... che, nel suo ..., rende desolato il suo} ... ... ...
2.	... ... ... ... ... ... ... ...{ricco (?) di intelligenza, ... colui che controlla} (?) le estremità (della terra)
3.	... ... ... ... ... ... ... ... ... ... ... ... ... ... ... ..., al primo[genito (?)] (di Nabonedo = Baldassar), una persona infima, fu affidata la signoria del suo (= di Marduk) Paese
4.	e ... ... ... ... ... ... ... ... ... ... ... ... ... ... ... [un'imi]tazione (delle statue degli dèi (?)) collocò al loro posto.
5.	Egli fece un'imitazione del tempio Esaghil ... ... ... ... ... ... ... ... ... ... ... ... ... per la città di Ur e il resto dei centri cultuali
6.	[Egli fece] rituali non appropriati a loro (= agli dèi), ... ... ... ... ... ... ... ... ... ... ... ... ogni giorno recitò [preghiere (?) non] riverenti e come insulto
7.	cessò le offerte regolari. In[terferì con il culto ... ... ... ... ... ... ... ... e] collocò ... all'interno delle città cultuali. Pose fine alla riverenza verso Marduk, re degli dèi, nel suo intimo.
8.	Ogni giorno faceva ripetutamente il male contro la sua (= di Marduk) città ... ... ...... ... ... [I suoi abitanti], tutti quanti, rovinò con un giogo (= il lavoro di corvé) che non dava riposo.
9.	A causa dei loro lamenti, il Dio degli dèi (= Marduk) divenne furiosamente arrabbiato e ... ... ... ... ... i loro confini. Gli dèi che vivevano fra di loro lasciarono i loro tabernacoli,
10.	arrabbiati poiché egli (= Nabonedo) (li) aveva portati all'interno di Shuanna (= Babilonia). Marduk, l'Al[tissimo, il Dio degli dèi], si volse verso tutti i loro insediamenti in cui le loro (= degli dèi) dimore erano in rovina
11.	e (verso) tutto il popolo di Sumer e Akkad che era diventato come un corpo senza vita. Egli placò (il fremito del)le sue visc[ere] e provò pietà. La totalità dei paesi nella loro interezza esaminò, controllò e
12.	cercò (= per cercare) il governante giusto (secondo il) desiderio del suo cuore. Prese la sua mano, di Ciro, re della città di Anshan, decretò la sua chiamata (e) proclamò il suo nome per il governo della totalità del tutto.
13.	Il paese dei Gutei e tutti gli Umman-manda (= i Medi) si inginocchiarono ai suoi piedi. Il popolo dalla testa nera (= i Sumeri), che (Marduk) fece conquistare alle sue mani,
14.	in verità e giustizia condusse ininterrottamente come un pastore. Marduk, il gran signore, che nutre il suo popolo, guardò gioiosamente le sue buone azioni e il suo cuore retto.
15.	Gli ordinò di raggiungere la sua città, Babilonia. Gli fece prendere la via di Babilonia (e) come amico e compagno andò al suo fianco.
16.	La sua vasta armata, il cui numero, come le acque di un fiume, non è conosciuto, marciava al suo fianco con le armi bardate.
17.	Senza battaglia e combattimento (lo) fece entrare all'interno di Shuanna (= Babilonia). Egli salvò la sua città, Babilonia, dall'angustia (del lavoro di corvé). Nabonedo, il re che non lo (= Marduk) temeva, fu consegnato nelle sue (= di Ciro) mani.
18.	Il popolo di Babilonia nella sua interezza, tutto il paese di Sumer e Akkad, nobili e governatori, si inginocchiarono davanti a lui, baciarono i suoi piedi, gioirono per la sua regalità (e) i loro volti risplendettero.
19.	Benedirono gioiosamente il Signore (= Marduk) il cui aiuto aveva rivitalizzato tutti (coloro che erano come) morti (e che) da ristrettezze e difficoltà aveva risparmiato tutti quanti, (e) lodarono ciò che aveva proclamato.
20.	«Io, Ciro, il re della totalità, il gran re, il re potente, il re di Babilonia, il re di Sumer e Akkad, il re delle quattro estremità (della terra),
21.	figlio di Cambise, il gran re, il re della città di Anshan, nipote di Ciro, il gran re, il re della città di Anshan, discendente di Teispe, il gran re, il re della città di Anshan,
22.	progenie eterna di regalità, il cui regno Bel (= Marduk) e Nabu amano, la cui regalità essi desiderano per la gioia del loro cuore. Quando entrai in Babilonia come pacificatore,
23.	con gioia e giubilo fissai la dimora di governo nel palazzo del sovrano. Marduk, il gran signore, po[se] (in) destino per me un cuore magnanimo che ama Babilonia, e ogni giorno lo cercavo riverente.
24.	Il mio grande esercito marciò in pace attraverso Babilonia. Non ho permesso a persone moleste di impaurire tutto Sumer e Akkad.
25.	Ho cercato il benessere della città di Babilonia e di tutti i suoi centri cultuali. I cittadini di Babilonia, ... ... ... anziché assegnare loro un giogo non appropriato contro il volere del Dio,
26.	ho dato sollievo alla loro stanchezza, ho fatto sciogliere i loro legacci (?). Marduk, il gran signore, si rallegrò delle mie [buone] azioni.
27.	Me, Ciro, il re che lo venera, e Cambise, il figlio (che è) la [mia] discendenza, [e] tutto il mio esercito
28.	generosamente egli benedì affinché potessimo [andare] gioiosamente alla sua presenza nel benessere. [Al suo comando] supremo, tutti i re che stanno su troni
29.	in tutte le estremità (della terra), dal mare superiore al mare inferiore, che stanno in re[gioni lontane], i re dell'Occidente, che stanno in tende, tutti quanti
30.	mi portarono il loro pesante tributo e all'interno di Shuanna (= Babilonia) baciarono i miei piedi. Da [Shuanna (= Babilonia)] fino alle città di Ashshur e Susa,
31.	Akkad, la regione di Eshnunna, la città di Zamban, la città di Meturnu, Der, fino al limite del paese dei Gutei, (ovvero (?) nei) centri cultuali sull'altra riva del Tigri le cui dimore erano state abbandonate da tempo,
32.	ho restituito alle loro sedi gli dèi dimoranti al loro interno e (li) ho insediati nelle (loro) dimore eterne. Tutta la loro gente ho riunito insieme e ho dato loro indietro i loro insediamenti
33.	e gli dèi di Sumer e di Akkad che Nabonedo, per la rabbia del Signore degli dèi (= Marduk), aveva fatto entrare all'interno di Shuanna (= Babilonia). Al comando di Marduk, gran signore, in benessere
34.	(li) ho fatti dimorare nelle loro celle, le dimore di gioia del (loro) cuore. Tutti gli dèi che ho fatto (ri)entrare all'interno dei loro centri cultuali
35.	possano parlare ogni giorno davanti a Bel e Nabu (chiedendo) che siano lunghi i miei giorni; possano intercedere per il mio benessere e possano dire a Marduk, mio signore: "Ciro, il re che ti venera, e Cambise, suo figlio,
36.	{possano essere i sostenitori dei nostri centri cultuali per lunghi (?) giorni", e} il popolo di Babilonia benedica costantemente la mia regalità. Tutti i loro paesi ho fatto dimorare in sicurezza.
37.	... ... ... ... ... ... ... ... ... [x] oche, due anatre e dieci colombe in aggiunta alle (altre) oche, anatre e colombe
38.	... ... ... ... ... ... ... ... ... ... ho dotato ogni giorno largheggiando. Le mura Imgur-Enlil, le grandi mura di Babilonia, la sua difesa, ho cercato di rafforzare.
39.	... ... ... ... ... ... ... ... ... la banchina di mattoni cotti sulla riva del fossato che un re precedente aveva fatto ma senza averla completata, la sua opera
40.	[ho portato a termine ... ... ... ... ... ... ... ... ... che non circondavano la città] all'esterno, che un re precedente non aveva (mai) fatto, la cui forza lavoro (in) servizio di leva [al suo paese, all'int]erno di Shuanna (= Babilonia)
41.	... ... ... ... ... ... ... ...... [in asfalt]o e mattoni cotti ho fatto da capo e [ho completato la loro opera].
42.	... ... ... ... ... ... ... ... ... magnifiche porte di cedro con rivestimento in bronzo, soglie ed elementi di porta fu[si in rame in ciascun loro ingresso]
43.	[ho installato. ... ... ... ... ... ... ... ... ...] un'iscrizione con il nome di Assurbanipal, un re venuto prima di me, vi[di al suo interno (della muratura)].
44.	... ... ... ... ... ... ... ... ... ... ... ... ... ... ... {suo ... Marduk, il grande signore, creatore (?) di}
45.	... ... ... ... ... ... ... ... ... ... ... ... ... ... ... {mio [... ho presentato] in dono ... il tuo compiacimento} per sempre».